# Gare d’Igney - Avricourt
Gare d’Igney - Avricourt vasútállomás Franciaországban, Avricourt településen.

## Vasútvonalak
Az állomást az alábbi vasútvonalak érintik:
- Noisy-le-Sec-Strasbourg-Ville-vasútvonal
- Igney-Avricourt-Cirey-vasútvonal

## Kapcsolódó állomások
A vasútállomáshoz az alábbi állomások vannak a legközelebb:
- Gare de Lunéville
- Gare de Sarrebourg